# 缪文民
繆文民（1964年—），出生於內蒙古包頭市，籍貫浙江黃岩。現任內蒙古第一機械集團有限公司董事長、黨書記。为第十一屆全國人大代表。

## 生平
畢業於清华大学铸锻造专业、经济管理硕士研究生学位，以及大连理工大學工商管理硕土学位，研究员级高级工程师。畢業後，他在當時作為一名锻造技术员工作，之後平步青雲，開始委任技术员、副主任、副厂长、厂长、副总经理、总经理等工作，直至現時是內蒙古第一機械集團有限公司董事長至今。也是中國鍛壓協會理事長。
2011年9月21日，在第四屆會議，正式批准委任鐵馬工業董事長一職。

## 相關連結
- 缪文民-大地推土机 中国兵器内蒙古第一机械集团公司董事长 買購網 （页面存档备份，存于）
- 从清华学子到国企老总 ——记自治区劳动模范、内蒙古一机集团总经理缪文民 清華大學新聞網[永久]
- 母校给了我丰厚的乳汁--访内蒙一机集团总经理缪文民 清華校友網[永久]